# Rebentão da Lagoa
Rebentão da Lagoa é uma aldeia da localidade da Praia, Concelho de Santa Cruz da Graciosa, ilha Graciosa, arquipélago dos Açores.
Esta aldeia localizada na Latitude de 39º 50' e na Longitude de 27º 98' encontra-se na orla costeira da localidade da Praia, próxima da Baía da Lagoa e da Serra das Fontes.